# Christos Tsountas
Christos Tsountas (en griego: Χρήστος Τσούντας, Stenimachos 1857 - Atenas 1934) fue uno de los principales arqueólogos griegos de los siglos XIX y XX. 
Nació en Stenimacos, ciudad que actualmente está situada en Bulgaria y se llama Asenovgrad. Fue director de la Sociedad Arqueológica de Atenas en los periodos 1896-1909, 1918-1920 y 1924-1926; profesor de filosofía en las universidades de Atenas entre 1904 y 1924 y de Salónica en 1926. En 1926 fue elegido miembro de la Academia de Atenas.

## Trabajos arqueológicos
En 1884 dirigió las prospecciones en el suelo marino del estrecho de Salamina, donde se hallaron restos de los barcos que participaron en la famosa batalla que tuvo lugar entre griegos y persas en 480 a. C.
Entre 1886 y 1891 participó en excavaciones de necrópolis en Eretria.
También en 1886 empezó a excavar en Micenas, lugar donde siguió trabajando hasta 1910. Allí encontró los restos del palacio y los de una casa que desde entonces es conocida como la «casa de Tsountas». Además excavó varias de las tumbas de las inmediaciones.  
En esos años también realizó excavaciones en otros lugares como Tanagra (1987), Tirinto (1890-91) o varios yacimientos de Laconia (1889 y 1991). Además, entre 1894 y 1898 excavó en varias de las islas Cícladas, como Amorgos, Paros, Antíparos, Despotikó, Siros y Sifnos. En los años siguientes trabajó en yacimientos de Tesalia, donde destacaron sus trabajos en Volos, Sesclo y Dímini.

## Investigaciones y publicaciones

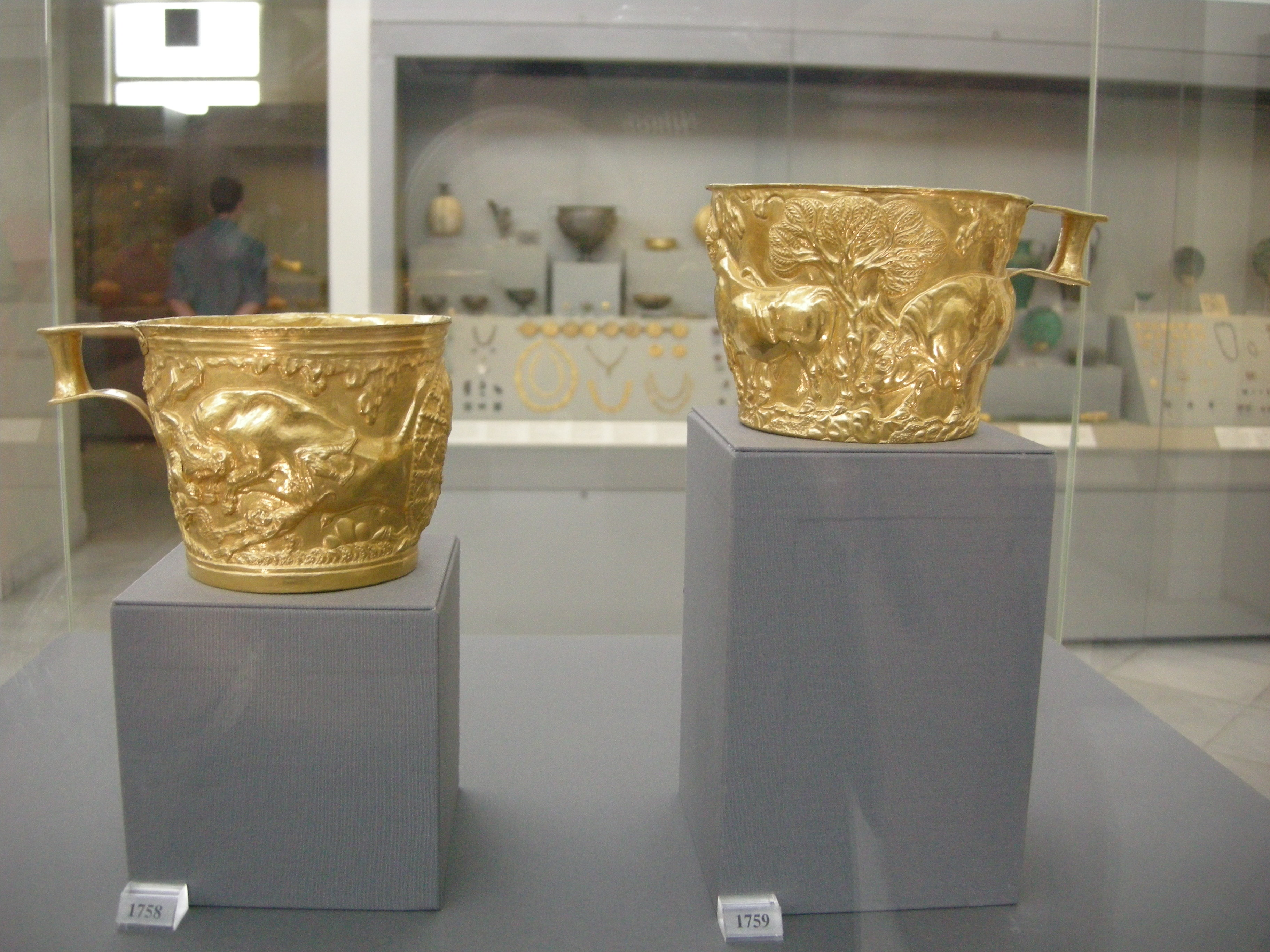
Vasos de Vaphio, en el Museo Arqueológico Nacional de Atenas, descubierto por C. Tsoúntas en 1888.

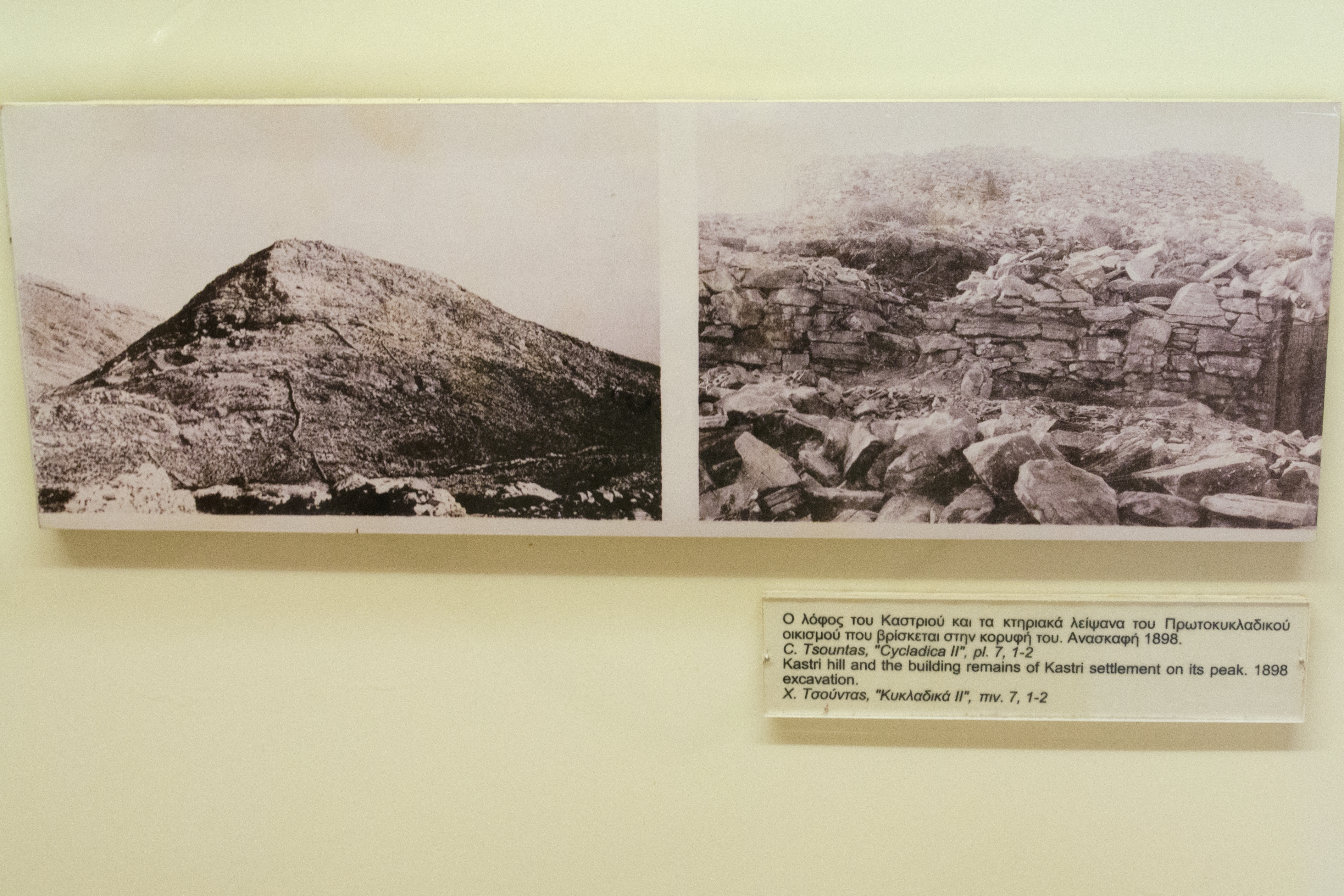
La colina de Kastri en Syros con los restos de un asentamiento cicládico. Fotos tomadas por C. Tsoúntas durante sus excavaciones de 1898.

Entre otras aportaciones son destacadas sus investigaciones sobre la cerámica ática, las figurillas de Tanagra, y las inscripciones de Tesalia y Eretria.
Entre sus publicaciones más importantes pueden citarse Μυκήναι και μυκηναίος πολιτισμός, en 1893; The Mycenaean Age: a study of the monuments and culture pre-Homeric Greece, junto con Irving Manatt, en 1897, H Aκρόπολις των Aθηνών, en 1900 y Aι προϊστορικαί ακροπόλεις Διμηνίου και Σέσκλου, en 1908.